# Dasychirana
Dasychirana este un gen de molii din familia Lymantriinae.